# Проблемні
«Проблемні» (англ. Wayward) — канадський мінісеріал, створений Мей Мартін для Netflix. Прем’єра серіалу запланована на 25 вересня 2025 року.

## Сюжет
Події серіалу розгортаються у привітному, але зловісному містечку. Це трилер, що досліджує темний бік індустрії перевиховання підлітків.

## Акторський склад
- Мей Мартін — Алекс Демпсі
- Тоні Коллетт — Евелін Вейд
- Сара Ґадон — Лора Редман
- Сідні Топліфф — Еббі
- Алівія Елін Лінд — Лейл
- Брендон Джей МакЛарен — Двейн Ендрюс
- Таттіавна Джонс — Рабіт
- Ізольда Ардіс — Стейсі
- Джошуа Клоуз — Дак
- Патрік Джей Адамс — Ваятт Тернер
- Патрік Ґаллаґер — шеф Бартелл
- Ґейдж Манро — Райлі
- Байрон Манн — Браян

## Епізоди
| № серії | Назва серії    | Режисер(и)     | Сценарист(и)               | Оригінальна дата показу |
| ------- | -------------- | -------------- | -------------------------- | ----------------------- |
| 1       | Буде оголошено | Буде визначено | Мей Мартін                 | 25 вересня 2025         |
| 2       | Буде оголошено | Буде визначено | Раян Скотт                 | 25 вересня 2025         |
| 3       | Буде оголошено | Буде визначено | Еванжелін Ордаз            | 25 вересня 2025         |
| 4       | Буде оголошено | Буде визначено | Мохамад Ель Масрі          | 25 вересня 2025         |
| 5       | Буде оголошено | Буде визначено | Кім Стіл                   | 25 вересня 2025         |
| 6       | Буде оголошено | Буде визначено | Кайла Лоретт               | 25 вересня 2025         |
| 7       | Буде оголошено | Буде визначено | Алекс Елдрідж і Раян Скотт | 25 вересня 2025         |
| 8       | Буде оголошено | Буде визначено | Мей Мартін і Міша Ошерович | 25 вересня 2025         |

## Виробництво
У квітні 2023 року Netflix замовив восьмисерійний проєкт Мей Мартін, яка не лише створила серіал, але й виконує головну роль. Мартін виступає шоуранеркою разом із Раяном Скоттом, а також виконавчою продюсеркою. Виробництво здійснюють британсько-американська компанія Objective Fiction та канадська Sphere Media. Серед виконавчих продюсерів також Бен Фаррелл (Objective Fiction), Ганна Маккей, Дженніфер Кавая та Бруно Дюбе.
Мартін переїхала до Лос-Анджелеса для роботи над серіалом, який спочатку мав назву «Tall Pines» (англ. Високі сосни). За словами авторки, це історія, яку вона «мріяла розповісти роками». У травні 2024 року до акторського складу приєднався Брендон Джей Макларен. У червні 2024 року стало відомо про участь Сари Ґадон, Тоні Коллетт, Патріка Дж. Адамса, Алівії Елін Лінд, Патріка Ґаллаґера, Сідні Топліфф та Джоша Клоуза.
Зйомки серіалу стартували в середині 2024 року в Онтаріо, Канада.

## Прем'єра
Прем’єра серіалу «Проблемні» відбудеться на Netflix 25 вересня 2025 року.